# 迪普沃特 (新澤西州)
迪普沃特（英語：Deepwater）是位於美國新澤西州塞勒姆縣的非建制地區。

## 歷史
迪普沃特的郵局自1828年營運至今。

## 地理
迪普沃特所處的海拔為高於海平面3米（即10英呎），而該地所採用的時區為UTC-5，即北美东部时区（EST）。同時該地設有夏令時間，為UTC-5調快一小時，即UTC-4（EDT）。